# Intelsat 16
Intelsat 16 est un satellite de télécommunications de l'opérateur de satellites Intelsat construit par Orbital Sciences Corporation et lancé le 12 février 2010 par une fusée Proton-M depuis la base spatiale de Baïkonour.
Intelsat 16 était anciennement connu sous le nom de PAS-11R.